# Cosolvens
In der Pharmazie ist ein Cosolvens ein Lösungsmittel, das einer Arzneiform im Herstellungsprozess zugesetzt wird, um die Löslichkeit eines Arzneistoffes zu verbessern.  Häufig ist die Löslichkeit eines Arzneistoffes in einem Lösungsmittelgemisch besser, als die Löslichkeit in den beiden einzelnen Lösungsmittelbestandteilen vermuten lässt. Ein Beispiel für ein Cosolvens ist Ethanol.